# Тисаюка
Тисаюка (исп. Tizayuca) — город и административный центр одноимённого муниципалитета в мексиканском штате Идальго. Численность населения, по данным переписи 2010 года, составила 43 250 человек.

## История
Город основан в 1527 году.